# 元首地堡

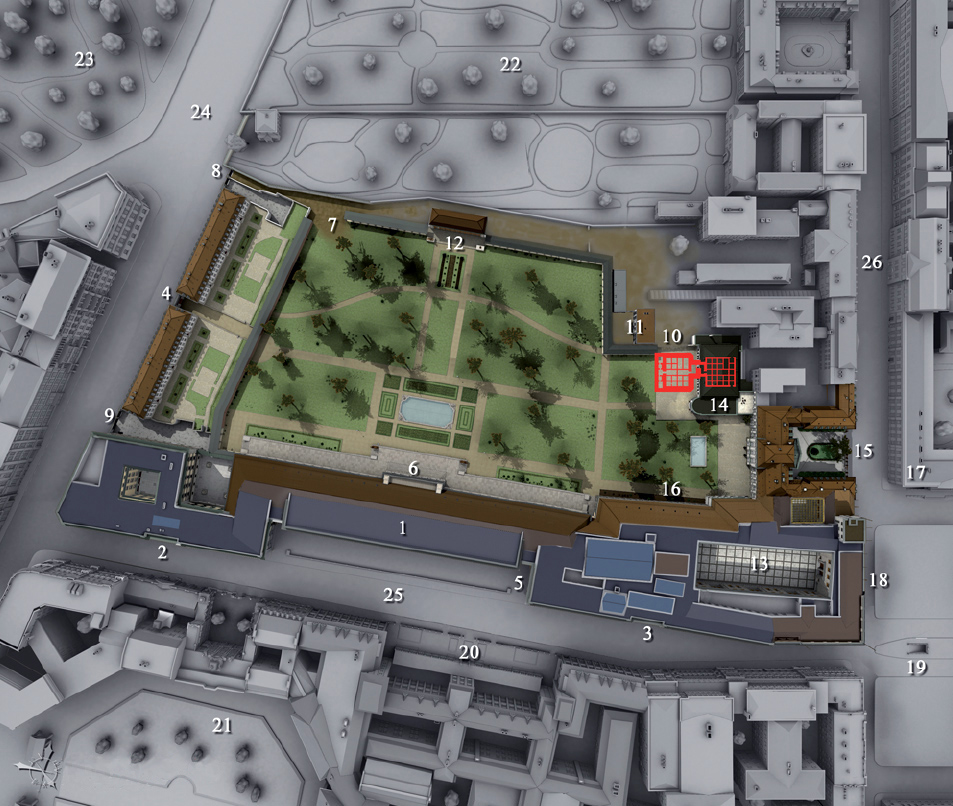
新總理府與元首地堡的示意圖

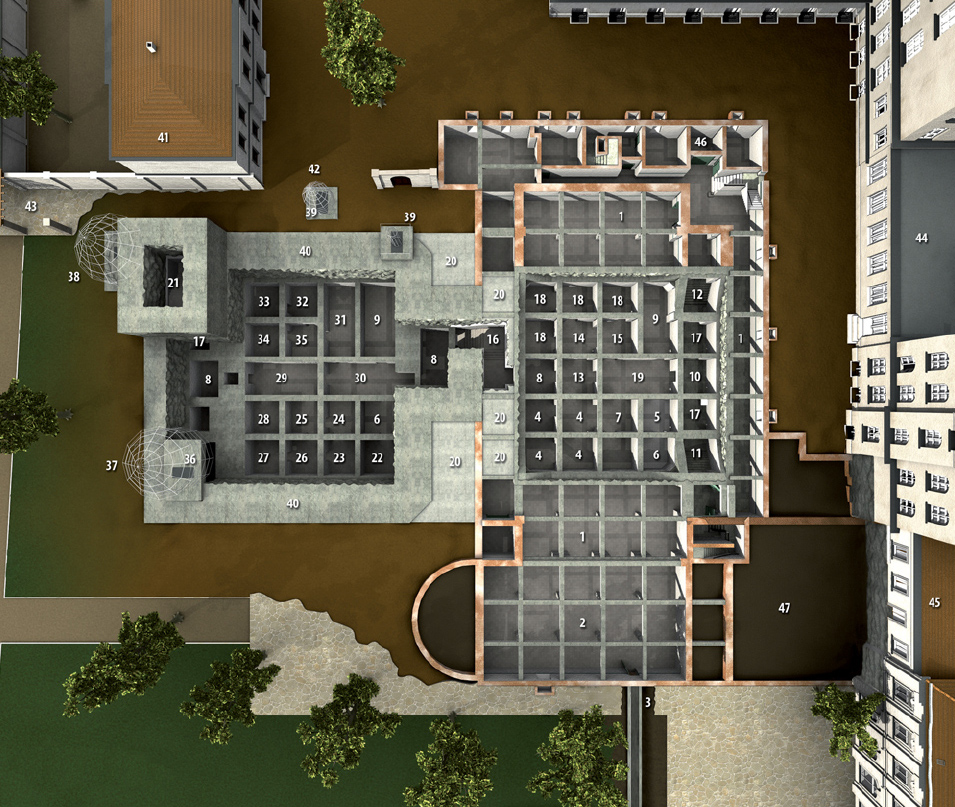
元首地堡

元首地堡（德語：Führerbunker）是納粹德國柏林的總理府庭院的地下掩體。元首地堡又因建立時間不同被分作新舊二個部分。希特勒自1945年1月在此生活至4月30日自殺。
在1945年至1949年蘇軍佔領期間，新舊總理府殘跡被夷平，但地堡大致保存。雖然一些部分淹水。1959年東德政府曾試圖將其炸毀，但並不成功。因地堡自身構造的複雜而仍保存著。德國統一後，該地區地上物重建，地堡大部分被毀。
在今日有一示意圖表示地堡所在之位置。而部分留存的走廊則未對公眾開放。

## 概要

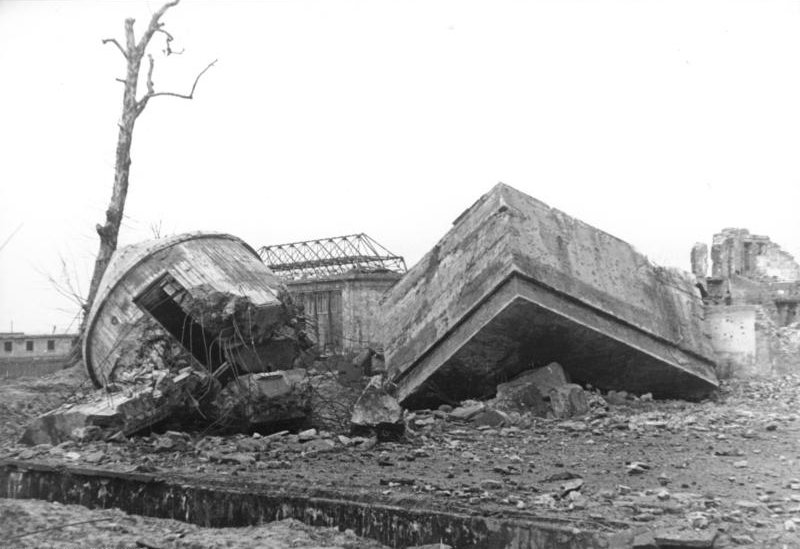
1947年的元首地堡

早在1935年，希特勒於總理府的中庭設置地堡。1943年因戰況惡化，因此設立加強防護功能的新地堡。兩者有連接的樓梯。
地堡外牆厚度高達四公尺，約總共30間房間分佈於兩層，有出口到主建物及一緊急出口到花園。受盟軍的轟炸，僅少數地方發生漏水問題。
1945年1月16日，希特勒開始在此生活，希特勒與情人布勞恩及宣传部部长戈培爾住在新地堡，而戈培爾一家、馬丁·鮑曼及其他則住舊的部分。地堡開始作為元首總部後，即為國防軍最高統帥部與陸、空軍的總司令部的軍隊中樞之勤務所在地。並禁止地堡外其他無關人士進入，但也提供空襲時的暫時避難。4月15日，蘇聯軍隊已迫近柏林，許多重要官員向希特勒建議撤退，但皆被希特勒拒絕。同年4月30日，希特勒在此自殺，隨後，甫為總理的戈培爾也自殺。5月2日蘇聯軍隊佔領此處。

## 大眾文化
- 電影《帝國毀滅》即是以此地為主要場景。